# Esperpent
L'Esperpent (del castellà Esperpento) és un estil literari creat per Ramón María del Valle-Inclán, i que es caracteritza per la deformació grotesca de la realitat, al servei d'una implícita intenció crítica de la societat. Com va afirmar Valle-Inclán en Llums de Bohèmia (obra representativa de l'estil i on aquest és definit), "el sentit tràgic de la vida espanyola només pot oferir-se amb una estètica sistemàticament deformada". Aquesta tècnica es va emprar també en la trilogia Dimarts de Carnaval i té els seus precedents en Francisco de Quevedo i Francisco de Goya. Algunes de les seues característiques són:
1. El grotesc com a forma d'expressió:
  - la degradació dels personatges, reduïts a mer signe o a ninots.
  - l'animalizació o fusió de formes humanes i animals
  - la literaturització del llenguatge col·loquial, freqüentment investit de tota classe d'intertextualitats.
  - l'abús del contrast
  - la barreja de món real i de malsons
  - la distorsió de l'escena exterior
2. La deformació sistemàtica de la realitat:
  - l'aparença de burla i caricatura de la realitat
  - el significat profund, semitransparent, carregat de crítica i intenció satírica que constitueix l'autèntica lliçó moral
3. La presència de la mort com personatge fonamental.

Aquesta tècnica teatral va fer de Valle-Inclán un precedent cinematogràfic, a causa dels continus canvis d'escenari així com a la profusió d'històries durant el desenvolupament de l'obra, que finalment acabaven per creuar-se.
El text que es considera fundacional sobre tema és l'escena XII de "Llums de Bohèmia", on Max Estrella, el protagonista de l'obra, diu que "Els herois clàssics reflectits en els espills còncaus donen l'Esperpent. El sentit tràgic de la vida espanyola solament pot donar-se amb una estètica sistemàticament deformada. (...) Les imatges més belles en un espill còncau són absurdes. (...) La deformació deixa de ser-lo quan està subjecta a una matemàtica perfecta. La meua estètica actual és transformar amb matemàtica d'espill còncau les normes clàssiques".Com es veu, la idea d'esperpent està associada a una percepció de l'autor sobre la barreja entre grandesa i grotesc que es considera pròpia de la societat espanyola.
Una de les reflexions més importants que planteja la creació esperpèntica és si es tracta d'una imatge deformada de la realitat, o si es tracta de la imatge fidel d'una realitat deforme.

## Curiositats
Aquest estil nou teatral va partir d'un famós bar situat en el madrileny "callejón del gato", situat darrere de Sol, aproximadament. Valle-Inclán era un gran assidu al mateix, la característica més cridanera del qual era la façana, on es trobaven uns espills còncaus i altres convexos que deformaven la figura de tot aquell que enfront d'ells es posara. Açò, que es va convertir en un entreteniment de l'època, seria utilitzat per Valle-Inclán com inspiració.
La deformació de la realitat bé podia ser divertida, com de fet ho era per als transeünts, però podia convertir-se en quelcom més: en un espill social, en una crítica, en una deformació de la realitat exagerada, delícia per a un escriptor rebel com ho era Valle-Inclán.